# Lebedian

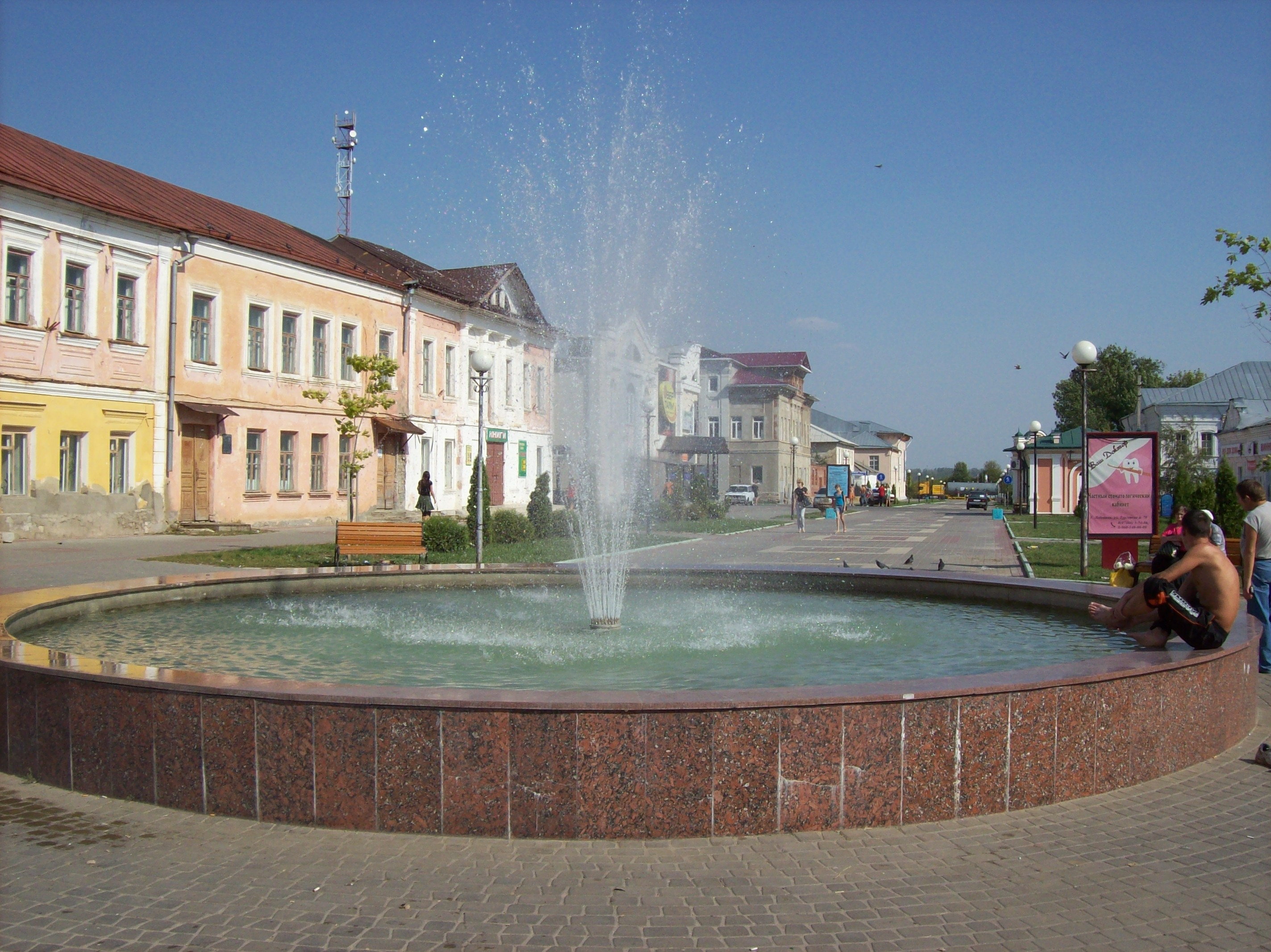

Lebedian (en russe : Лебедянь) est une ville de l'oblast de Lipetsk, en Russie, et le centre administratif du raïon de Lebedian. Sa population s'élevait à 20 478 habitants en 2013.

## Géographie
Lebedian est arrosée par le Don et se trouve à 53 km — 61 km par la route — au sud de Lipetsk et à 321 km au sud-est de Moscou.

## Histoire
Lebedian a été fondée au début du XVIIe siècle comme un avant-poste à la frontière méridionale pour protéger la Russie des incursions des Tatars de Crimée. Le monastère de la Trinité fut fondé en 1621 et plusieurs églises furent construites au cours du siècle. Ces bâtiments sont, depuis, tombés en ruines.
Lebedian, qui reçut le statut de ville en 1779, se développa au XIXe siècle comme un centre d'élevage et de courses de chevaux. Le premier hippodrome de Russie y aurait été ouvert en 1826. La Société d'agriculture de Lebedian, fondée en 1847, contribua à la préparation de l'émancipation des serfs de 1861.

## Population
Recensements (*) ou estimations de la population
| 1856  | 1897*  | 1913   | 1926*  | 1959* | 1970*  |
| ----- | ------ | ------ | ------ | ----- | ------ |
| 5 000 | 12 774 | 16 000 | 12 102 | 8 595 | 12 298 |

| 1979*  | 1989*  | 2002*  | 2010*  | 2012   | 2013   |
| ------ | ------ | ------ | ------ | ------ | ------ |
| 20 006 | 22 850 | 22 966 | 21 012 | 20 724 | 20 478 |

## Économie
Lebedian possède une entreprise de construction mécanique spécialisée dans la fabrication de pompes : OAO Lebedianskii Machinostroïtelny zavod ou LEMAZ (en russe : ОАО Лебедянский машиностроительный завод ou ЛЕМАЗ).
C'est également dans la ville que s'est développé le plus grand producteur de jus de fruit de Russie : Lebedyansky (en russe : ОАО Лебедянский). Cette entreprise, créée en 1967, ne fut d'abord qu'une petite conserverie de fruits et de légumes. Après sa privatisation, en 1992, elle a connu une expansion fulgurante, détenant plus de 30 pour cent du marché des jus de fruit en Russie.

## Personnalités
- Paul von Derwies (1826-1881), homme d'affaires, y est né.
- Andreï Biély (1880–1934), écrivain russe, y vécut en 1932.
- Evgueni Zamiatine (1884–1937), auteur russe, Y est né.
- Mikhaïl Boulgakov (1891–1940), y vécut en 1938.

## Patrimoine
Lebedian possède deux cathédrales, dédiées à l'icône de Notre Dame  de Kazan. L'ancienne cathédrale, aujourd'hui négligée, remonte au XVIIIe siècle, alors que la cathédrale la plus grande, sur la place du marché, a été conçue dans le style Empire et consacrée en 1839.